# ميرين إيبارغورين
ميرين إيبارغورين (بالإسبانية: Miren Ibarguren)‏ هي ممثلة إسبانية، ولدت يوم 23 مايو 1980 في سان سيباستيان في إسبانيا.

## روابط خارجية
- ميرين إيبارغورين على موقع IMDb (الإنجليزية)
- ميرين إيبارغورين على موقع ألو سيني (الفرنسية)
- ميرين إيبارغورين على موقع قاعدة بيانات الفيلم (الإنجليزية)
- ميرين إيبارغورين على موقع كينوبويسك (الروسية)